# Мидлмарч
«Мидлмарч: Исследование провинциальной жизни» (англ. Middlemarch, A Study of Provincial Life) — роман английской писательницы Джордж Элиот, опубликованный в 1871—1872 годах. Считается лучшим её произведением и одним из наиболее значительных английских романов XIX века.

## Сюжет
Действие романа происходит в вымышленном городе Мидлмарч в английском графстве Лоамшир в 1829—1832 годах. В сюжете сочетаются несколько сюжетных линий, слабо связанных между собой: это истории брака Доротеи Брук и самовлюблённого педанта Кейсобона, ухаживания Фреда Винси за Мэри Гарт, обогащения банкира Булстрода, супружества Лидгейта и Розамонды Винси и др. Литературоведы отмечают, что «Мидлмарч» можно считать соединением трёх или четырёх отдельных романов и вместилищем готового материала для ещё нескольких.

## Адаптации
По мотивам романа были сняты два одноимённых телесериала BBC, вышедшие на экраны в 1968 и 1994 годах. Первый из них, созданный Джоан Крафт (Доротею Брук в нём сыграла Мишель Дотрис), скрыт для публичного просмотра за исключением третьей серии. Второй (в русской локализации «Ветер перемен») был снят Энтони Пейджем по сценарию Эндрю Дэвис. Доротею в нём сыграла Джульет Обри, Кейсобона — Патрик Малахайд, Уилла Ладислава — Руфус Сьюэлл, Лидгейта — Дуглас Ходж. Этот сериал имел большой успех и возродил интерес широкой публики к роману Элиот. Известно, что над экранизацией «Мидлмарча» думал Сэм Мендес.
В 2013 году Джеффри Биверс поставил на сцене три спектакля по роману Элиот: «История Доротеи», «История доктора», «Фред и Мэри». В 2022 году в Ковентри был поставлен спектакль «Великая тайна Мидлмарча». Аллен Ширер создал оперу «Мидлмарч весной» на основе либретто Клаудии Стивенс, в котором используется только история Доротеи. Первая постановка этой оперы состоялась в 2015 году в Сан-Франциско.